# Alberswil
Alberswil es una comuna suiza del cantón de Lucerna, situada en el distrito de Willisau. Limita al norte con la comuna de Schötz, al este con Ettiswil, al sur con Willisau, y al oeste con Gettnau.

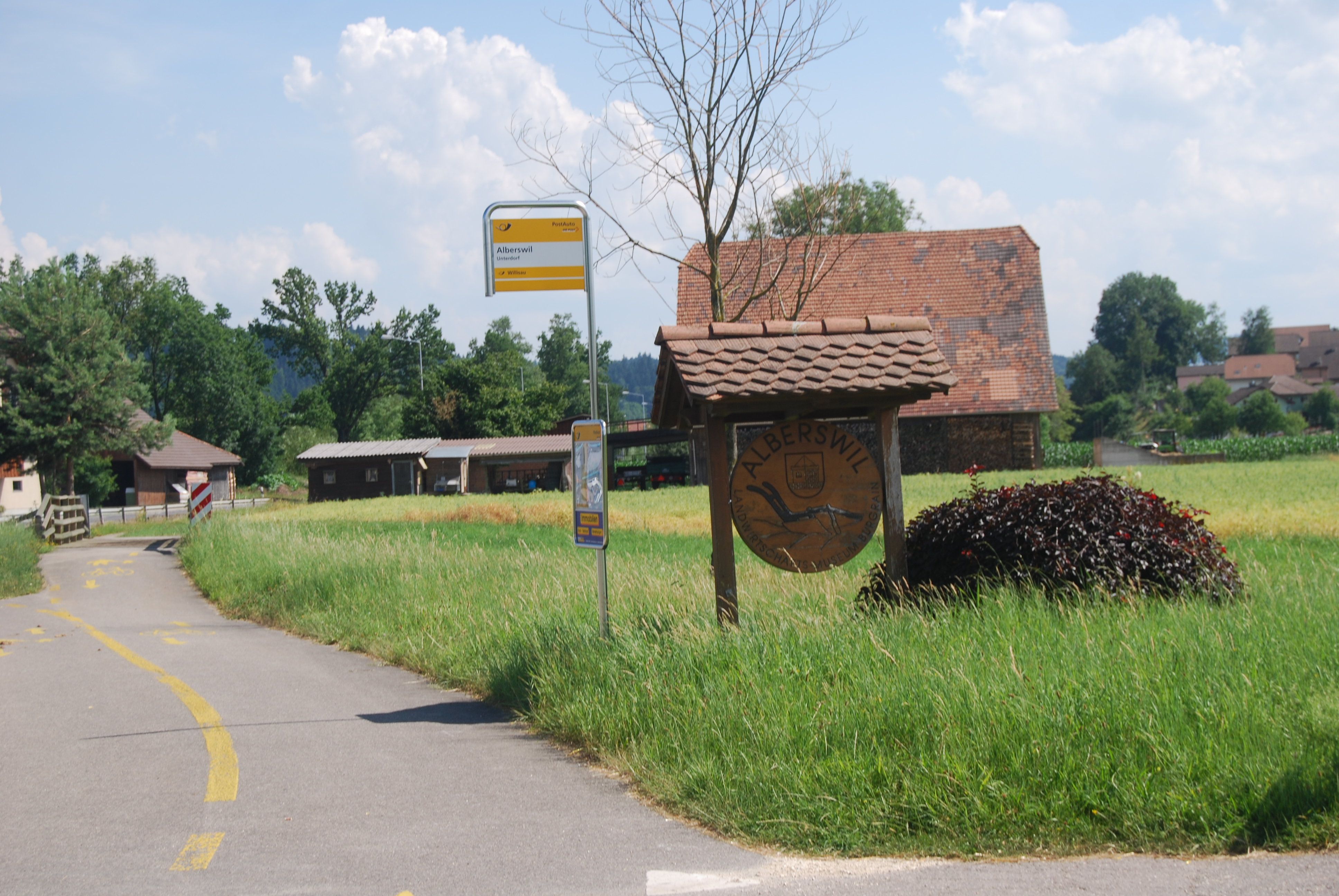
Alberswil